# Twierdzenie Arrowa

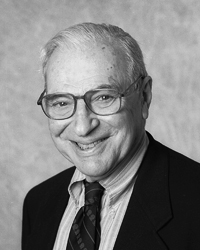
Kenneth Arrow, laureat nagrody Nobla w dziedzinie ekonomii, twórca teorii.

Twierdzenie Arrowa (o niemożności) – sformułowane w 1951 roku przez ekonomistę Kennetha Arrowa.
Wykazał on, że po przyjęciu pewnych założeń co do oczekiwanej racjonalności decyzji grupowych, skonstruowanie satysfakcjonującej (spełniającej te założenia) metody podejmowania grupowych decyzji jest niemożliwe.

## Założenia
- Uniwersalność – procedura głosowania musi na podstawie rankingu preferencji każdego z głosujących wybrać w sposób deterministyczny (bez udziału elementu losowego) ranking preferencji grupy. Nie możemy w pewnych sytuacjach stwierdzić, że "decyzji nie osiągnięto", czy też wylosować wyniku.
- Suwerenność – każdy wynik powinien być możliwy do osiągnięcia przez pewną kombinację głosów. Wykluczamy więc procedury, w których pewne rozstrzygnięcia są niemożliwe niezależnie od woli wyborców.
- Brak dyktatury – wynik głosowania zależy od głosów więcej niż jednego uczestnika.
- Monotoniczność – jeśli wyborca zmieni preferencje podnosząc ranking jednej z opcji, wynik musi albo zwiększyć ranking tej opcji, albo pozostawić go na tym samym miejscu, nie może go zaś obniżyć.
- Niezależność nieistotnych alternatyw – jeśli ograniczymy zakres opcji do dowolnego podzbioru, względna kolejność opcji w wyniku musi pozostać taka sama jak w pełnym zbiorze. Czyli jeśli pełny zakres opcji to A, B, C, D, E, i wynikiem procedury jest kolejność C D E A B, to względna kolejność C A B musi zostać taka sama niezależnie od tego jak zmieniałyby się preferencje dla D i E.

## Teza
Twierdzenie mówi, że jeśli jest przynajmniej dwóch głosujących i przynajmniej trzy możliwości, nie da się zbudować takiej metody podejmowania decyzji, która spełniałaby powyższe kryteria.

## Zastosowania
Większość systemów podejmowania decyzji w dość rażący sposób łamie niektóre z powyższych założeń. Istnieją jednak systemy (takie jak system Condorceta), które lekko osłabiają jedynie niektóre z założeń, zwykle założenie niezależności nieistotnych alternatyw.
Twierdzenie to ma istotne implikacje dla teorii demokracji, podkreśla bowiem rolę instytucji w procesie podejmowania decyzji i kwestionuje (podobnie jak np. Paradoks Condorceta) potoczne przekonanie o "demokratyczności" decyzji podejmowanych metodą głosowania.

## Modyfikacje
Alexeev i Mixon udowodnili zbliżone twierdzenie dotyczące gerrymanderingu. Pokazali oni, że nie istnieje podział na dystrykty, który spełniałby trzy kryteria:
- dystrykty mają prawie tyle samo głosujących (wymóg ten jest uściślony w pracy),
- zaliczenie testu Polsby-Poppera (który został wymyślony w celu wykrywania gerrymanderingu, opierający się na kształcie dystryktu),
- "efektywność partyjna" (inny test, opierający się na liczbie głosów na danego kandydata czy partię).